# Franz Windtner

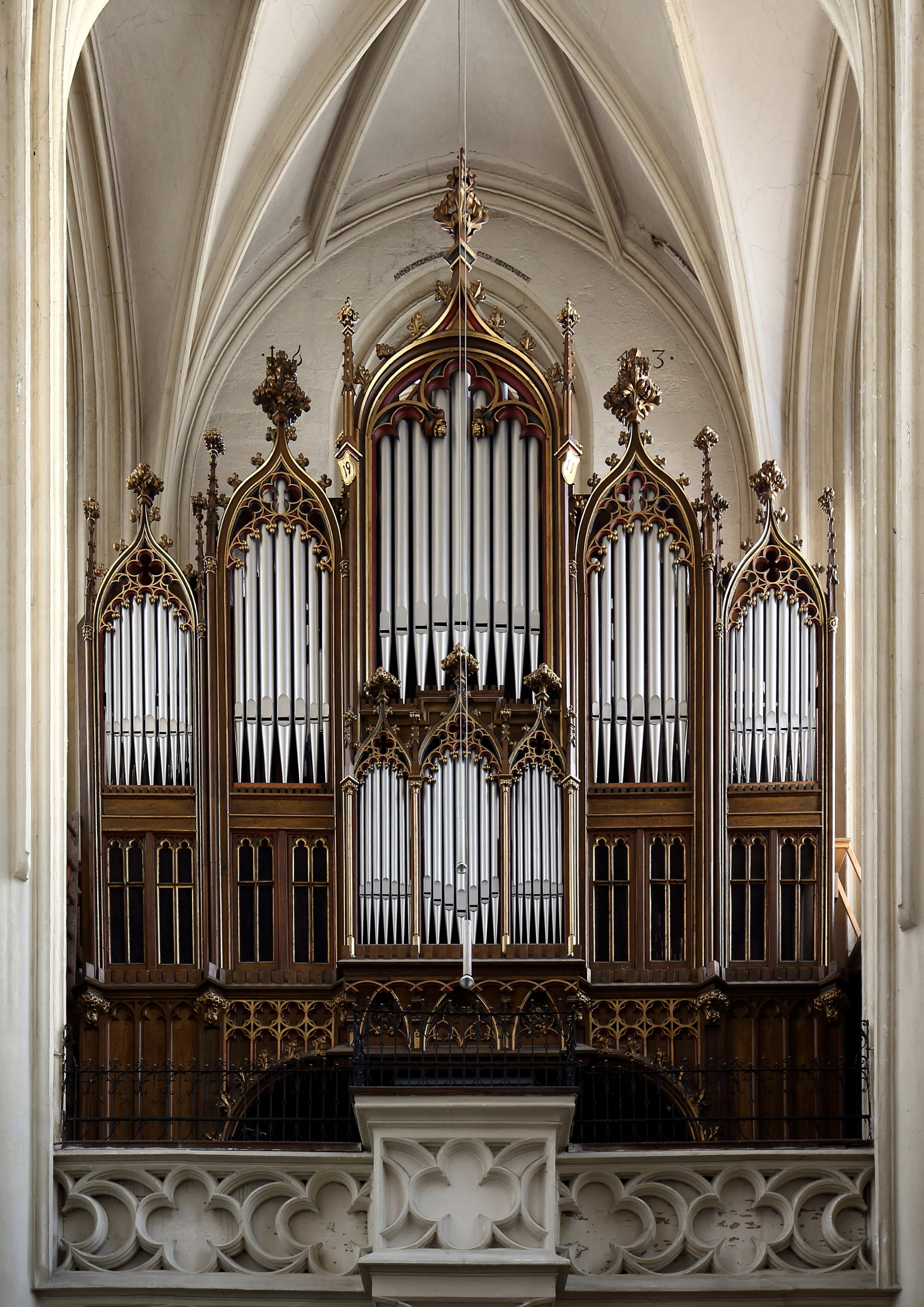
Maria am Gestade

Franz Windtner (* ?) ist ein österreichischer Orgelbauer in St. Florian (Linz-Land).

## Leben
Franz Windtner ist Inhaber der Fa. Windtner Orgelbau GmbH, welche sich seit 1954 auf Bau, Restaurierung und Wartung von Pfeifenorgeln spezialisiert hat. Diese Werkstätte wurde von seinem Vater Georg Windtner (1916–1988) gegründet, der den Orgelbau bei Gebrüder Mauracher in Linz erlernt hatte. Georg Windtner hatte zahlreiche bedeutende Restaurierungsprojekte von Orgeln mit mechanischer, pneumatischer und elektropneumatischer Traktur durchgeführt. 1984 übernahm sein Sohn Franz Windtner die Werkstätte.

## Restaurierungen

### Orgeln mit pneumatischer Traktur
| Jahr | Ort                                  | Gebäude                                   | Bild | Manuale | Register | Bemerkungen                                                            |
| ---- | ------------------------------------ | ----------------------------------------- | ---- | ------- | -------- | ---------------------------------------------------------------------- |
| 1988 | Brand-Laaben                         | Pfarrkirche Brand-Laaben                  |      | I/P     | 8        | Restaurierung der Orgel von Franz Capek aus 1913                       |
| 1989 | Thernberg                            | Pfarrkirche Thernberg                     |      | I/P     | 7        | Restaurierung der Orgel von Gebrüder Mauracher aus 1922                |
| 1990 | Großkrut                             | Pfarrkirche Großkrut                      |      | II/P    | 15       | Restaurierung der Orgel von Johann M. Kauffmann aus 1922               |
| 1991 | Raiding                              | Pfarrkirche Raiding                       |      | I/P     | 8        | Restaurierung der Orgel von Josef Huber aus 1922; nicht erhalten       |
| 1991 | Bad Zell                             | Pfarrkirche Bad Zell                      |      | II/P    | 14       | Restaurierung der Orgel von Leopold Breinbauer aus 1902                |
| 1992 | Sankt Ruprecht an der Raab           | Pfarrkirche St. Ruprecht                  |      | II/P    | 21       | Restaurierung der Orgel von Konrad Hopferwieser                        |
| 1992 | Katzelsdorf (Gemeinde Bernhardsthal) | Pfarrkirche Katzelsdorf bei Bernhardsthal |      | II/P    | 16       | Restaurierung der Orgel von Gebrüder Rieger                            |
| 1992 | Strassen (Tirol)                     | Filialkirche Strassen                     |      | I/P     | 10       | Restaurierung der Orgel von Franz Reinisch                             |
| 1993 | Neumarkt im Hausruckkreis            | Pfarrkirche Neumarkt im Hausruckkreis     |      | II/P    | 16       | Restaurierung der Orgel von Josef Panhuber                             |
| 1994 | Oberneukirchen                       | Pfarrkirche Oberneukirchen                |      | II/P    | 18       | Restaurierung der Orgel von Leopold Breinbauer aus ca. 1914            |
| 1995 | Abfaltersbach (Tirol)                | Pfarrkirche Abfaltern                     |      | I/P     | 9        | Restaurierung der Orgel von Alois Fuetsch aus ca. 1910                 |
| 1995 | Altmünster                           | Pfarrkirche Altmünster                    |      | II/P    | 16       | Restaurierung der Orgel von Leopold Breinbauer aus 1910                |
| 1995 | Wien-Favoriten                       | Antonskirche (Wien)                       |      | II/P    | 26       | Restaurierung der Orgel von Johann M. Kauffmann aus 1926               |
| 1995 | Ort im Innkreis                      | Pfarrkirche Ort im Innkreis               |      | II/P    | 13       | Restaurierung der Orgel von Leopold Breinbauer aus 1905                |
| 1996 | Wien-Penzing                         | Kirche am Steinhof                        |      | II/P    | 11       | Restaurierung der Orgel von Matthäus Mauracher aus 1907                |
| 1996 | Pressbaum                            | Sacré Coeur Pressbaum                     |      | II/P    | 16       | Restaurierung der Orgel von Matthäus Mauracher aus 1893                |
| 1996 | Innsbruck                            | Herz-Jesu-Kirche (Innsbruck)              |      | II/P    | 16       | Restaurierung der Orgel von Hans Mauracher aus 1900                    |
| 1997 | Berndorf (Niederösterreich)          | Pfarrkirche Berndorf                      |      | II/P    | 25       | Restaurierung der Orgel von Gebrüder Rieger um 1900                    |
| 1997 | Tramin-Südtirol                      | Pfarrkirche Tramin                        |      | II/P    | 32       | Restaurierung der Orgel von Karl Reinisch aus 1911                     |
| 1998 | Hainfeld (Niederösterreich)          | Pfarrkirche Hainfeld (Niederösterreich)   |      | II/P    | 16       | Restaurierung der Orgel von Johann Lachmayr aus 1901                   |
| 1998 | Wien-Währing                         | Pfarrkirche Weinhaus                      |      | II/P    | 29       | Restaurierung der Orgel von Josef und Hans Mauracher aus 1882          |
| 1998 | Weißkirchen in Steiermark            | Pfarrkirche Weißkirchen in Steiermark     |      | II/P    | 17       | Restaurierung der Orgel von Albert Mauracher aus 1904                  |
| 1999 | Leoben                               | Redemptoristenkolleg Leoben               |      | II/P    | 16       | Restaurierung der Orgel von Matthäus Mauracher um 1900                 |
| 1999 | Karres                               | Pfarrkirche Karres                        |      | I/P     | 9        | Restaurierung der Orgel von Franz Reinisch um 1899                     |
| 1999 | Wies                                 | Pfarrkirche Wies                          |      | II/P    | 18       | Restaurierung der Orgel von Matthäus Mauracher aus 1885                |
| 2000 | Sarns                                | Pfarrkirche Sarns                         |      | I/P     | 8        | Restaurierung der Orgel von Franz Reinisch um 1906                     |
| 2000 | Weer                                 | Pfarrkirche Weer                          |      | II/P    | 21       | Restaurierung der Orgel von Franz Reinisch um 1906                     |
| 2000 | Hollenstein an der Ybbs              | Pfarrkirche Hollenstein an der Ybbs       |      | II/P    | 18       | Restaurierung der Orgel von Leopold Breinbauer aus 1906                |
| 2000 | Freinberg                            | Pfarrkirche Freinberg                     |      | II/P    | 11       | Restaurierung der Orgel von Leopold Breinbauer um 1908                 |
| 2001 | Wien-Donaustadt                      | Pfarrkirche Donaufeld                     |      | II/P    | 28       | Restaurierung der Orgel von Franz Josef Swoboda aus 1910               |
| 2001 | Krenstetten                          | Wallfahrtskirche Krenstetten              |      | II/P    | 14       | Restaurierung der Orgel von Johann Lachmayr aus 1907                   |
| 2002 | Wien-Innere Stadt                    | Maria am Gestade                          |      | II/P    | 36       | Restaurierung der Orgel von Matthäus Mauracher aus 1911                |
| 2002 | Linz                                 | Familienkirche (Linz)                     |      | III/P   | 45       | Restaurierung der Orgel von Gebrüder Mauracher aus 1911                |
| 2003 | Wien-Wieden                          | Pfarrkirche St. Thekla (Wien)             |      | II/P    | 13       | Restaurierung der Orgel von Johann M. Kauffmann aus 1928               |
| 2003 | Forstau                              | Pfarrkirche Forstau                       |      | I/P     | 6        | Restaurierung der Orgel von Hans Mertel aus 1914                       |
| 2003 | Wien-Döbling                         | Karmelitenkloster Döbling                 |      | II/P    | 30       | Restaurierung der Orgel von Gebrüder Rieger aus 1905                   |
| 2004 | St. Florian (Linz-Land)              | Stift St. Florian-Marienkapelle           |      | II/P    | 10       | Restaurierung der Orgel von Josef Mauracher aus 1903                   |
| 2004 | Aflenz                               | Pfarrkirche Aflenz                        |      | II/P    | 21       | Restaurierung der Orgel von Matthäus Mauracher aus 1908                |
| 2004 | Großsiegharts                        | Pfarrkirche Groß-Siegharts                |      | II/P    | 21       | Restaurierung der Orgel von Franz Capek aus 1913                       |
| 2004 | Michelbach NÖ                        | Pfarrkirche Michelbach                    |      | I/P     | 9        | Restaurierung der Orgel von Orgelbau Cäcilia aus 1913                  |
| 2005 | Linz                                 | Barmherzige Schwestern Linz               |      | II/P    | 21       | Restaurierung der Orgel von Wilhelm Zika sen. aus 1930                 |
| 2005 | Hauskirchen                          | Pfarrkirche Hauskirchen                   |      | I/P     | 6        | Restaurierung der Orgel von Josef Mauracher aus 1930                   |
| 2005 | Kürnberg                             | Pfarrkirche Kürnberg                      |      | II/P    | 10       | Restaurierung der Orgel von Johann Lachmayr aus 191x                   |
| 2005 | Bad Griesbach im Rottal              | Heilige Familie (Bad Griesbach)           |      | II/P    | 24       | Restaurierung der Orgel von Josef Hiendl/Passau aus 1938               |
| 2006 | Weilbach (Oberösterreich)            | Pfarrkirche Weilbach (Oberösterreich)     |      | I/P     | 9        | Restaurierung der Orgel von Leopold Breinbauer aus 1903                |
| 2006 | Sierndorf                            | Wallfahrtskirche Oberhautzental           |      | II/P    | 13       | Restaurierung der Orgel von Johann Lachmayr aus 1904                   |
| 2006 | Selzthal                             | Pfarrkirche Selzthal                      |      | II/P    | 12       | Restaurierung der Orgel von Matthäus Mauracher aus 1898                |
| 2006 | Markt Hartmannsdorf                  | Pfarrkirche Hartmannsdorf                 |      | II/P    | 14       | Restaurierung der Orgel von Matthäus Mauracher aus 1901                |
| 2007 | Rutzenham                            | Expositurkirche Bach                      |      | I/P     | 8        | Restaurierung der Orgel von Leopold Breinbauer aus 1902                |
| 2007 | Gallneukirchen                       | Pfarrkirche Gallneukirchen                |      | II/P    | 20       | Restaurierung der Orgel von Leopold Breinbauer aus 1910                |
| 2007 | Zwettl                               | Bürgerkirche                              |      | I/P     | 7        | Restaurierung der Orgel von Johann Lachmayr aus 1914                   |
| 2008 | Hausleiten                           | Pfarrkirche Hausleiten                    |      | II/P    | 25       | Restaurierung der Orgel von Franz Capek aus 1930                       |
| 2008 | Höbersdorf                           | Pfarrkirche Höbersdorf                    |      | II/P    | 10       | Restaurierung der Orgel von Gebrüder Rieger aus 1912                   |
| 2008 | Kleinwilfersdorf                     | Pfarrkirche Kleinwilfersdorf              |      | I/P     | 8        | Restaurierung der Orgel von Ferdinand Molzer aus 1930                  |
| 2008 | Draßmarkt                            | Pfarrkirche Draßmarkt                     |      | I/P     | 12       | Restaurierung der Orgel von Gebrüder Rieger aus 1907                   |
| 2009 | Sarleinsbach                         | Marienkapelle                             |      | I/P     | 5        | Restaurierung der Orgel von Leopold Breinbauer aus 190x                |
| 2009 | St. Pantaleon NÖ                     | Pfarrkirche St. Pantaleon NÖ              |      | II/P    | 12       | Restaurierung der Orgel von Johann Lachmayr aus 1912                   |
| 2009 | Dorfgastein                          | Pfarrkirche Dorfgastein                   |      | I/P     | 5        | Restaurierung der Orgel von Albert Mauracher aus 1912                  |
| 2010 | Gedersdorf                           | Filialkirche Gedersdorf                   |      | I/P     | 8        | Restaurierung der Orgel von Franz Capek aus 1928                       |
| 2011 | Thörl                                | Schlosskirche                             |      | II/P    | 9        | Restaurierung der Orgel von Konrad Hopferwieser senior aus 1906        |
| 2011 | Unterrabnitz                         | Pfarrkirche Unterrabnitz                  |      | I/P     | 8        | Restaurierung der Orgel von Gebrüder Rieger aus 1910                   |
| 2011 | Arnfels                              | Pfarrkirche Arnfels                       |      | II/P    | 14       | Restaurierung der Orgel von Konrad Hopferwieser senior aus 1919        |
| 2012 | Fürstenfeld                          | Heilandskirche (Fürstenfeld)              |      | II/P    | 11       | Restaurierung der Orgel von Walcker aus 1909                           |
| 2012 | Hürm                                 | Pfarrkirche Hürm                          |      | II/P    | 16       | Restaurierung der Orgel von Franz Capek aus 1907                       |
| 2013 | Großweikersdorf                      | Pfarrkirche Großweikersdorf               |      | III/P   | 27       | mit Fernwerk, Restaurierung der Orgel von Johann M. Kauffmann aus 1933 |
| 2013 | Leutschach                           | Pfarrkirche Leutschach                    |      | II/P    | 23       | Restaurierung der Orgel von Josef Brandl aus 1910                      |
| 2013 | Pettenbach (Oberösterreich)          | Pfarrkirche Pettenbach (Oberösterreich)   |      | II/P    | 21       | Restaurierung der Orgel von Leopold Breinbauer aus 1907                |
| 2014 | Herzogsdorf                          | Pfarrkirche Herzogsdorf                   |      | I/P     | 11       | Restaurierung der Orgel von Josef Mauracher aus 1895                   |
| 2015 | Bockfließ                            | Pfarrkirche Bockfließ                     |      | II/P    | 15       | Restaurierung der Orgel von Orgelbau Cäcilia aus 1924                  |
| 2024 | Wien-Meidling                        | Meidlinger Pfarrkirche                    |      | III/P   | 40       | Restaurierung der Orgel von Johann M. Kauffmann aus 1933               |

### Orgeln mit mechanischer Traktur
| Jahr | Ort                            | Gebäude                                  | Bild | Manuale | Register | Bemerkungen                                                     |
| ---- | ------------------------------ | ---------------------------------------- | ---- | ------- | -------- | --------------------------------------------------------------- |
| 1990 | Heiligenkreuz am Waasen        | Pfarrkirche Heiligenkreuz am Waasen      |      | II/P    | 24       | Restaurierung der Orgel von Konrad Hopferwieser senior aus 1894 |
| 1994 | Sulz im Wienerwald             | Pfarrkirche Sulz im Wienerwald           |      | I/P     | 6        | Restaurierung der Orgel von Christoph Erler aus 1816            |
| 1994 | Kirchberg am Wechsel           | Pfarrkirche Kirchberg am Wechsel         |      | II/P    | 16       | Restaurierung der Orgel von Johann M. Kauffmann aus 1894        |
| 1995 | Ansfelden                      | Pfarrkirche Berg an der Krems            |      | I/P     | 6        | Restaurierung der Orgel von Matthäus Mauracher aus 1874         |
| 1998 | Wiener Neustadt                | Herz Mariä (Wiener Neustadt)             |      | II/P    | 13       | Restaurierung der Orgel von Johann M. Kauffmann aus 1891        |
| 2004 | Sankt Georgen an der Gusen     | Pfarrkirche St. Georgen an der Gusen     |      | II/P    | 12       | Restaurierung der Orgel von Leopold Breinbauer aus 1898         |
| 2005 | Neuzeug                        | Maria-Lourdes-Kirche Neuzeug             |      | I/P     | 4 1/2    | Restaurierung der Orgel von Johann Lachmayr aus 18xx            |
| 2005 | Konradsheim                    | Pfarrkirche Konradsheim                  |      | I/P     | 9        | Restaurierung der Orgel von Max Jakob aus 1904                  |
| 2007 | Sankt Georgen bei Grieskirchen | Pfarrkirche St. Georgen bei Grieskirchen |      | II/P    | 10       | Restaurierung der Orgel von Gebrüder Steininger aus 1926        |
| 2009 | Kronstorf                      | Pfarrkirche Kronstorf                    |      | II/P    | 11       | Restaurierung der Orgel von Matthäus Mauracher aus 1879         |
| 2010 | Zell an der Ybbs               | Pfarrkirche Zell an der Ybbs             |      | I/P     | 9        | Restaurierung der Orgel von Josef Breinbauer aus 1860           |
| 2011 | Langenrohr                     | Pfarrkirche Langenrohr                   |      | II/P    | 12       | Restaurierung der Orgel von Franz Capek aus 1905                |
| 2012 | Gedersdorf                     | Filialkirche Gedersdorf                  |      | I/P     | 5        | Restaurierung der Orgel von Franz Capek aus 190x                |
| 2014 | Gobelsburg                     | Pfarrkirche Gobelsburg                   |      | II/P    | 16       | Restaurierung der Orgel von Franz Capek aus 1895                |

### Orgeln mit elektropneumatischer Traktur
| Jahr | Ort              | Gebäude                                 | Bild | Manuale | Register | Bemerkungen                                              |
| ---- | ---------------- | --------------------------------------- | ---- | ------- | -------- | -------------------------------------------------------- |
| 1989 | Wien-Floridsdorf | Katholische Pfarrkirche Floridsdorf     |      | III/P   | 39       | Restaurierung der Orgel von Ferdinand Molzer aus 1938    |
| 1993 | Wiener Neustadt  | St.-Georgs-Kathedrale (Wiener Neustadt) |      | II/P    | 23       | Restaurierung der Orgel von Johann M. Kauffmann aus 1952 |
| 2001 | Ulmerfeld        | Pfarrkirche Ulmerfeld                   |      | II/P    | 18       | Restaurierung der Orgel von Gebrüder Mauracher aus 195x  |
| 2003 | Wien-Favoriten   | Antonskirche (Wien)                     |      | III/P   | 52       | Restaurierung der Orgel von Dreher & Reinisch aus 1962   |
| 2008 | Salzburg         | Pfarrkirche Maxglan                     |      | III/P   | 31       | Restaurierung der Orgel von Dreher & Reinisch aus 1959   |
| 2010 | Graz             | Münzgrabenkirche                        |      | III/P   | 42       | Restaurierung der Orgel von Dreher & Reinisch aus 1956   |